# Loi de Singapour de 1966
 (décembre 2024).
Lire en ligne

Site officiel

La loi de Singapour de 1966 est une loi adoptée par le Parlement du Royaume-Uni qui a admis Singapour en tant qu'État souverain au sein du Commonwealth avec effet rétroactif à compter du 9 août 1965, date à laquelle Singapour est devenu indépendant.

## Source
- (en) Cet article est partiellement ou en totalité issu de l’article de Wikipédia en anglais intitulé « Singapore Act 1966 » (voir la liste des auteurs).